# Центральная соборная мечеть Душанбе
Центральная соборная мечеть Душанбе им. Абуханифа Имам Аъзам (тадж. Масҷиди марказии ҷомеи шаҳри Душанбе ба номи Абуҳанифа Имоми Аъзам Нӯъмон ибни Собит) — джума-мечеть на северной окраине Душанбе, столицы Таджикистана. В ней сразу могут разместиться более 180 тысяч человек. Крупнейший религиозный объект, построенный в Таджикистане за годы независимости и крупнейшая мечеть по площади в Центральной Азии. Открыта 8 июня 2023 года с участием президента Таджикистана Эмомали Рахмона и эмира Катара Тамима бин Хамада Аль-Тани.

## История
Первый камень в фундамент мечети был заложен президентом Таджикистана Эмомали Рахмоном в октябре 2009 года в рамках событий, приуроченных к 1310-летию основателя ханафитского мазхаба имама Абу Ханифы. Проект выполнили архитекторы из Таджикистана и Катара. Строительство началось в октябре 2011 года. Стоимость строительства составила почти 100 млн долларов США. Финансировало строительство правительство Таджикистана (30 млн долл.) и правительство Катара (70 млн долл.).
Церемония открытия мечети была запланирована на 12 марта 2020 года с участием президента Таджикистана и эмира Катара, но не состоялась из-за начавшейся пандемии коронавируса и была перенесена на неопределенный срок. В итоге мечеть была торжественно открыта 8 июня 2023 года.

## Описание
Площадь мечети 12 гектаров (0,12 км²). На территории мечети находятся помещения для совершения намаза, залы для заседаний и приема гостей, две библиотеки, музей, конференц-зал, 9 рабочих кабинетов, 3 гостиницы, административные здания, столовая и стоянка на 4 тысячи машин. Мечеть имеет четыре минарета высотой 74 м, два малых декоративных минаретов высотой 21 м, главный купол высотой 43 м и 17 малых куполов высотой 35 м. Для напольного покрытия мечети мрамор был привезен из Греции. Она может одновременно вместить 133000 молящихся, из которых 43000 будут находиться внутри мечети, а остальные — вокруг неё. В юго-западной части большого молитвенного зала расположен михраб (ниша в стене мечети, указывающая направление на Мекку)..